# Synodontis clarias
Synodontis clarias és una espècie de peix de la família dels mochòkids i de l'ordre dels siluriformes. Els mascles poden assolir els 36 cm de llargària total. Es troba a Àfrica: rius Níger, Senegal, Volta, Gàmbia i Nil.